# Altschielleiten
Altschielleiten ist eine Burgruine bei Stubenberg in der Steiermark.

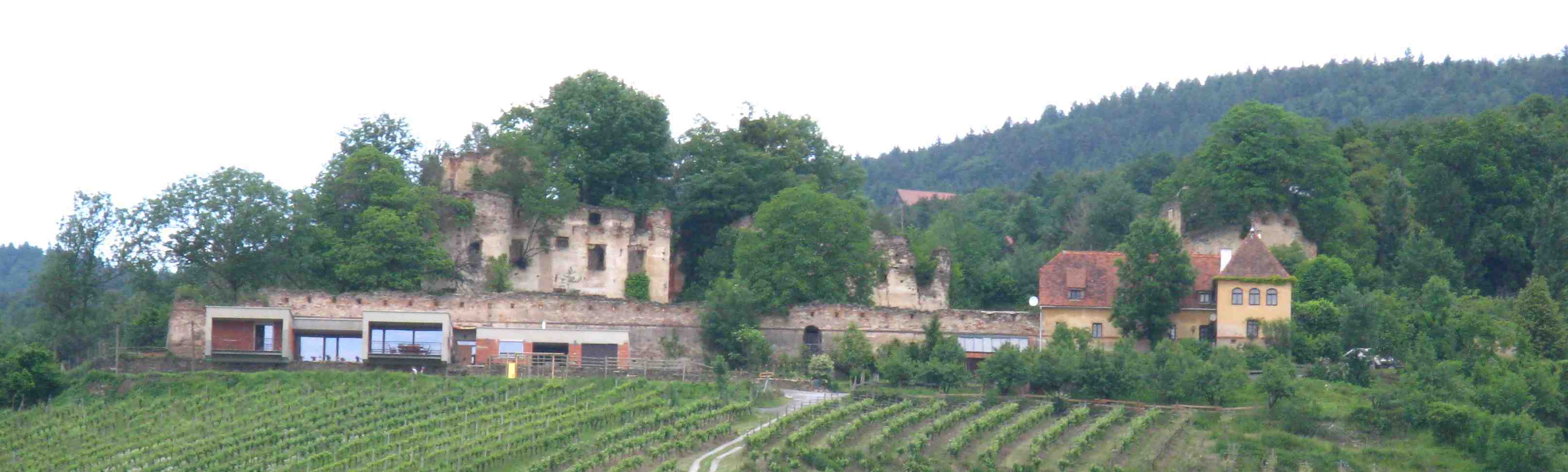
Altschielleiten – Ansicht von Schielleiten

## Geschichte
Die Familie Stubenberg erbaute die Burg im späten 13. Jahrhundert. Schielleiten, strategisch an einer Talflanke gelegen, hatte die Aufgabe, Feinde aus dem Osten abzuwehren, bevor sie Schloss Stubenberg erreichen konnten. Die Herren von Schielleiten, die seit 1328 erwähnt werden, standen im Lehensdienst der Stubenberger. Wulfing von Schielleiten starb noch vor 1400 als letzter seiner Familie. Die Burg wurde 1400 bis 1629 von den Rindschaid (Rindschait) übernommen, die ebenfalls den Stubenbergern dienten. Im Ort befindet sich ein Erdstall.

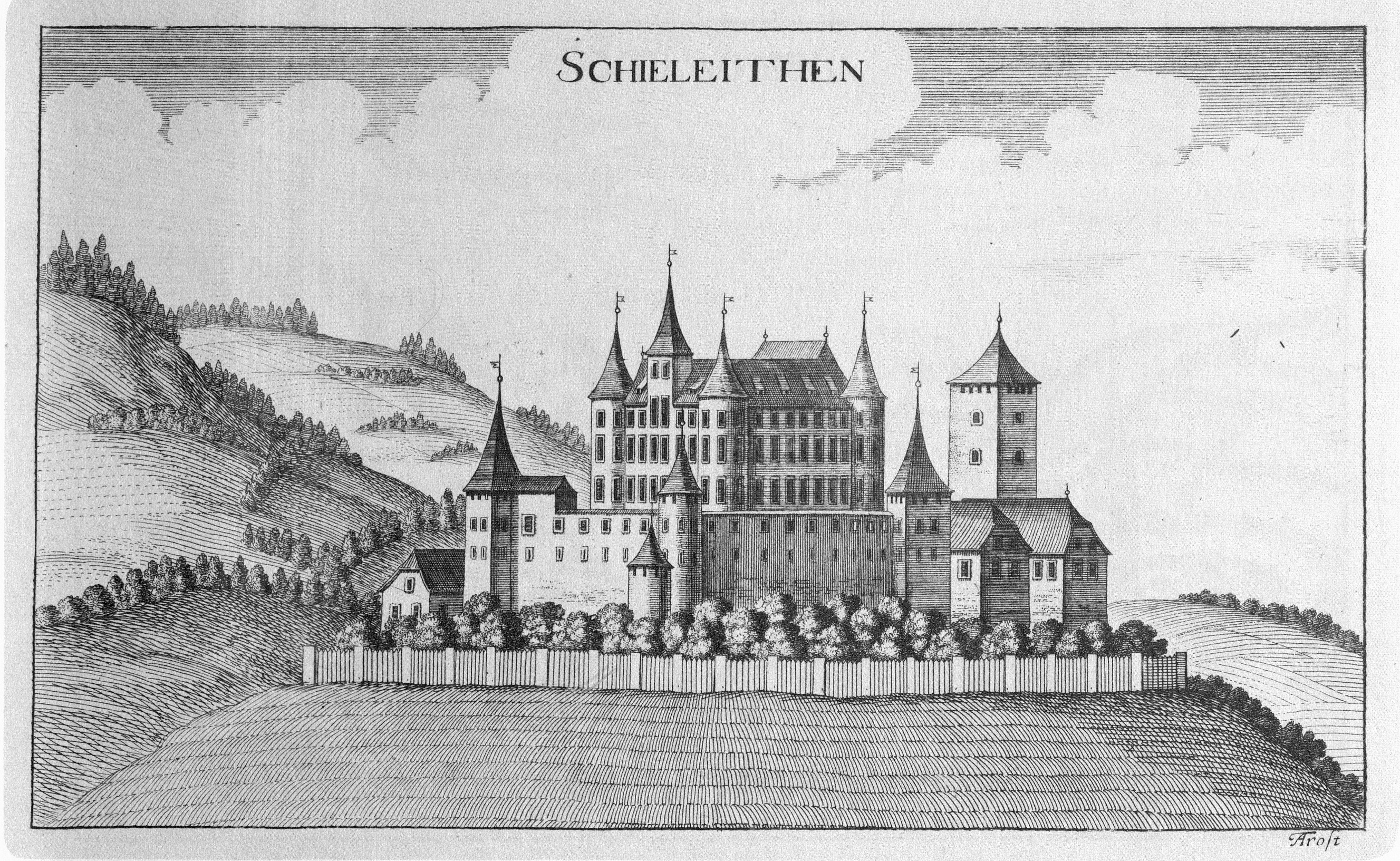
Die Burg Schielleiten 1681

1629 mussten die weiblichen Erben der Rindschaid die Steiermark verlassen, da sie Protestanten waren und Schielleiten ein Zentrum des Protestantismus in der Steiermark war. Sie verkauften zuvor Schielleiten an den späteren Landeshauptmann Carl Graf Saurau.
Von 1629 bis 1694 war die Burg Eigentum der Grafen Saurau, die sie 1694 an die Grafen Wurmbrand-Stuppach veräußerten. Diese waren von 1694 bis 1906 im Besitz der Burg, begannen aber um 1730 mit der Neuerrichtung des Schlosses Schielleiten am Fuße der Burg. Mit seiner Fertigstellung wurde die alte Burg verlassen. Aufgrund der Einführung der Dachsteuer wurde das Dach abgetragen und alles brauchbare Baumaterial verkauft. 1813 war der Bau bereits Ruine. Alt-Schielleiten, das bis 1905 im Eigentum der Familie Wurmbrand verblieb, befindet sich heute in Privatbesitz.

## Architektur
Die Burg ist von rechteckigen Ringmauern mit Vierecktürmen umgeben. Die regelmäßige, rechteckige Anlage ist noch erkennbar, ebenso der von vier Wohntrakten umschlossene Arkadenhof und der quadratische Turm.
Der mangelnde natürliche Schutz wurde durch eine über fünf Meter hohe und mehr als zwei Meter dicke Ringmauer ausgeglichen.
In dieser Form wurde die Burg um die Mitte des 16. Jahrhunderts als Renaissanceschloss neu errichtet. Der Arkadenhof war noch um 1930 gut erkennbar. Auch die im 15. Jahrhundert errichtete Kapelle war zu dieser Zeit noch relativ gut erhalten.

## Jüngere Vergangenheit

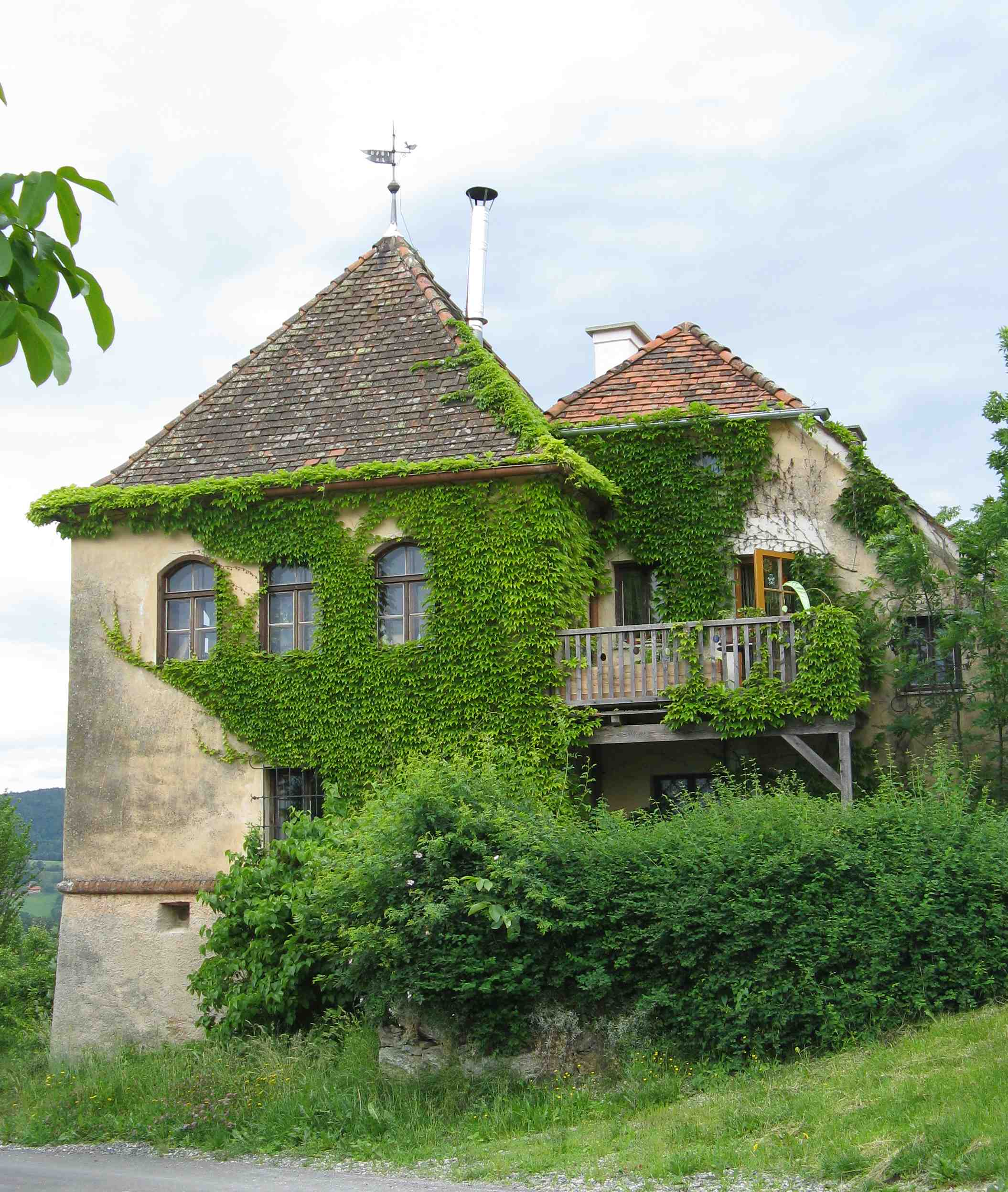
Altschielleiten – bewohnter Teil

Die Ruine war lange Zeit Veranstaltungsort des Burgfestes, eines sehr beliebten Sommernachtsfestes mit Ausschank und volkstümlicher Musik. Ein kleiner, ausgebauter Teil der Ruine ist seit langer Zeit bewohnt, allerdings sind Besichtigungen nicht möglich. Die jetzigen Eigentümer sind Josef Stelzer, ehemaliger Bürgermeister (ÖVP) von Stubenberg, und seine Schwester Hermine Schreiner.